# Инская
Инска́я — сортировочная станция в Первомайском районе города Новосибирска. Является транспортным узлом, соединяющим грузы Кузбасса, Урала и Центральной Азии, обеспечивая вагонопоток в пяти направлениях. Ежесуточный вагонооборот составляет более 27 тысяч. В границах станции расположены вокзал и три пассажирских остановочных пункта: Новогодняя, Первомайская и Инская.

## Характеристика
Двусторонняя с последовательным расположением парков имеет две системы: чётную и нечётную, расположенных параллельно. Между системами расположено два ходовых пути. Станция обеспечивает вагонопоток в пяти направлениях: Кузбасс, Юг, Запад, Восток, Новосибирск-Главный. Станция формирует поезда в 37 назначениях, из которых 15 — сетевые. Площадь станции превышает 800 тысяч м², развёрнутая длина 164 путей составляет 182,9 км. На станции 423 стрелочных перевода, из них 410 централизованных.

### Нечётная система
Приём поездов из Кузбасса и Востока. Имеет 3 левых главных пути. Парк приёма «Зело» — 8 путей, предназначенных для приёма поездов поступающих в расформирование. Параллельно парку «Зело» расположен парк «А», предназначенный для приёма транзитных поездов, проходящих станцию без переработки. Парк имеет 7 путей. Параллельно ему расположен пассажирский парк «П» — 3 пути. Также в нечётную систему входит сортировочный парк «Сортировка», он имеет 6 пучков по 6 путей, всего 36 путей. 4 пути хвостовой горловины предназначены для перестановки составов в парк отправления «Буки» — 10 путей.

### Чётная система
Приём поездов с Юга, Запада, Новосибирска-Главного осуществляется в парк «Глаголь», который имеет 6 путей. Также в чётную систему входит сортировочный парк «Веди» — 24 пути (4 пучка по 6 путей) и приёмо-отправочный парк «Добро» — 8 путей.

### Посты ЭЦ
На станции предусмотрены два объединённых поста ЭЦ. В нечётной системе расположены: дежурный по станции восточного поста, дежурный по горке и оператор горки нечётной системы, маневровые диспетчеры двух систем. В чётной системе находится второй пост, в нем расположены: дежурные по станции Западного, Южного поста, дежурный по горке и оператор горки чётной системы.

### Сортировочные горки
На станции имеются две сортировочных горки с автоматической горочной централизацией ГАЦ МН:
- Нечётная горка — имеет 3 пути надвига, 2 пути роспуска, 4 тормозных позиции. Горка большой мощности, оборудована системой КСАУ СП — комплексной системой автоматизированного управления сортировочным процессом;

- Чётная горка — имеет 2 пути надвига, 1 путь роспуска, 3 тормозных позиции. Оборудована системой КСАУ СП. Скорость роспуска рассчитывается горочным программно-задающим устройством ГПЗУ.

## История
Станция Эйхе была заложена при строительстве железнодорожной линии Обь — Проектная между Кузбассом и Транссибирской магистралью, начатом в 1928 году. Станция была названа в честь советского государственного деятеля Роберта Индрикович Эйхе. После ареста и расстрела Роберта Эйхе в 1938 году станцию переименовали в Инская.
16 января 1933 года через станцию Инская прошёл первый пассажирский поезд на Восток.
20 апреля 1934 года в Кузбасс отправлен первый грузовой состав с уральской рудой.
Первый пассажирский вокзал на станции был построен в 1936 году, современный в 1975 году. Посёлок железнодорожников при станции спроектировал знаменитый впоследствии немецкий архитектор Рудольф Волтерс.
По указанию Министерства путей сообщения 26 апреля 2001 года Инская получила статус сортировочной станции сетевого значения.

## Интересное
- На станции Инская установлен первый в СССР памятник служебной собаке. Кобель по кличке Антей, восточно-европейская овчарка, служил со своим проводником И. Литвиновым в военизированной охране МПС СССР. На пьедестале написано: «Антею — верному другу в борьбе за сохранность социалистической собственности в 1968—1980 г.г. с его помощью задержано более 100 преступников и раскрыто 62 преступления». Во время задержаний Антей не раз спасал жизнь своему проводнику. Увековечить память Антея распорядился в апреле 1983 года начальник Западно-Сибирской железной дороги Иван Трубников[4].

- Неподалёку от станции установлен паровоз ФД20-2610. На данном паровозе работал машинист П. Д. Шолкин, который одним из первых поддержал почин машиниста Н. А. Лунина по увеличению срока службы паровозов. За это Шолкин получил звание «Герой Социалистического Труда», а паровоз в 1981 году был установлен на постамент[5][6].

## Дальнее сообщение
| № поезда | Маршрут движения            | № поезда | Маршрут движения            |
| -------- | --------------------------- | -------- | --------------------------- |
| 117      | Новокузнецк — Москва        | 118      | Москва — Новокузнецк        |
| 857      | Новокузнецк — Новосибирск   | 858      | Новосибирск — Новокузнецк   |
| 137      | Новокузнецк — Нижневартовск | 138      | Нижневартовск — Новокузнецк |